# Aleksandar Jukic
Aleksandar Jukic, né le 26 juillet 2000 à Vienne en Autriche, est un footballeur autrichien qui évolue au poste de milieu offensif au Rubin Kazan.

## Biographie

### En club
Né à Vienne en Autriche, Aleksandar Jukic commence le football au 1. Simmeringer SC avant d'être formé par l'un des clubs de la capitale, l'Austria Vienne. En novembre 2018 il signe son premier contrat professionnel avec les Veilchen. Il participe à son premier match en équipe première le 4 juillet 2020, lors d'une rencontre de première division autrichienne face au SV Mattersburg. Il est titularisé au poste d'ailier gauche et l'Austria s'impose par un but à zéro ce jour-là. Il inscrit son premier but le 22 novembre 2020 face au SKN Sankt Pölten. Entré en jeu à la mi-temps, il permet à son équipe d'obtenir le point du match nul alors que l'Austria était menée (1-1 score final).
Alors que son contrat expirait en juin 2021, Jukic prolonge finalement le 3 mars 2021, étant alors lié à son club formateur jusqu'en juin 2024,.
Le 16 juillet 2022, Jukic se fait remarquer lors du premier tour de la coupe d'Autriche en réalisant un triplé contre le FC Wels (en). Il participe ainsi à la large victoire de son équipe par sept buts à zéro,.
Le 16 janvier 2024, Aleksandar Jukic rejoint le club russe du FK Sotchi.
Six mois après son arrivée au FK Sotchi, Aleksandar Jukic quitte le club pour une autre équipe russe, le Rubin Kazan. Il signe le 29 juin 2024 pour un contrat de quatre ans, soit jusqu'en juin 2028.
Jukic marque son premier but pour le club le 30 juillet 2024, lors d'une rencontre de coupe de Russie face au FK Akron Togliatti. Il entre en jeu et participe à la victoire de son équipe par quatre buts à zéro.

### En équipe nationale
Le 4 juin 2021, Aleksandar Jukic joue son premier match avec l'équipe d'Autriche espoirs, face à la Slovaquie. Il entre en jeu en fin de partie à la place de Romano Schmid, et son équipe s'impose sur le score de deux buts à un.